# Tartzianus Pál
Tartzianus Pál (Paulus Tartzianus, Lőcse, 16. század – 17. század) evangélikus lelkész.

## Élete
Tanulmányait Magyarországon kezdte, majd 1604-től Lipcsében, 1609. október 14-től Wittenbergben tanult. 1611 júniusában respondens volt a De sacra Domini coena, Jakob Martini elnöklésével tartott vitán, 1611-től Úrvölgyön volt rektor, később Besztercebányán lett német prédikátor. 1622 utáni sorsáról nem állnak rendelkezésre adatok.

## Művei
- Partitionum Theologicarum Disputatio XXIII. De Sacra Domini Coena... Wittebergae, 1611.
- Zwo Christliche Leichenpredigten... Leutschau, 1622.
- Die Ander Christliche Leichenpredigt, Vber den schönen Spruch, des H. Apostels Johannis, in seiner Offenbarung, am 14. Cap. V. 5.... Uo. 1622.